# Іракліо (станція метро)
«Іракліо» (грец. Ηράκλειο) — станція Афінського метрополітену, в складі Афіно-Пірейської залізниці. Розташована на відстані 19 246 метрів від станції метро «Пірей». Як станція метро була відкрита 4 березня 1957 року. На станції заставлено тактильне покриття.